# Schotelhoogte
De schotelhoogte is een maat voor de efficiëntie van een scheiding die wordt uitgevoerd met behulp van chromatografie.
De schotelhoogte H wordt berekend door L, de lengte van de kolom te delen door het schotelgetal, N

{\displaystyle H={\frac {L}{N}}}
De Van Deemtervergelijking wordt gebruikt om  de schotelhoogte te berekenen

{\displaystyle H=A+{\frac {B}{u}}+C*u}
met
- A het verschil in weglengte (turbulentie), de weglengte die een molecuul aflegt door de kolom, de weglengte is voor ieder molecuul verschillend
- B de longitudinale diffusie (diffusie), de tijd die de stof nodig heeft om in de kolom te diffunderen
- C de stofoverdracht (evenwichtssnelheid), het evenwicht dat zich instelt tussen de mobiele en de stationaire fase
- u de stroomsnelheid van de mobiele fase

Een andere formule voor de schotelhoogte:
{\displaystyle {\frac {\sigma ^{2}}{x}}}
met
- σ de standaarddeviatie
- x afstand vanaf het midden van de piek

Als de waarde van H klein is, betekent dat dat de pieken van het chromatogram smal zijn. Er wordt gestreefd naar een zo laag mogelijke waarde van de schotelhoogte voor een goede efficiëntie. De schotelhoogte kan bepaald worden aan de hand van een chromatogram.